# Ringgit
El ringgit (en malai ringgit Malaysia o, simplement, ringgit; en l'escriptura tradicional aràbiga ريڠݢيت مليسيا o ريڠݢيت) és la moneda oficial de Malàisia. Normalment s'abreuja RM i el codi ISO 4217 és MYR. Se subdivideix en 100 sen (سين).
La paraula malaia ringgit vol dir "dentat", i originàriament es feia servir per referir-se a les vores serrades dels dòlars espanyols de plata, que circulaven amb freqüència a la regió. Així, el mot es fa servir en malai per designar els dòlars de Malàisia, Brunei i Singapur, però en canvi no la resta de dòlars (com per exemple el dels Estats Units o Austràlia), que els malais anomenen dolar. Així, anteriorment, el rinngit era conegut com el dòlar malaisi, però des del 1975 l'única denominació oficial és la malaia, igual com la fracció, el sen (abans, en anglès, cent). El símbol "$" (o "M$") fou substituït per "RM" a la dècada del 1990.
Va substituir el dòlar malai i del Borneo Septentrional Britànic el 12 de juny del 1967, moneda que va donar lloc als dòlars de Malàisia, Singapur i Brunei. Fins al 1973 totes tres monedes eren intercanviables, però en aquella data el ringgit malaisi va abandonar aquesta unió monetària. Actualment el dòlar de Brunei (BND) continua tenint un canvi fix amb el dòlar de Singapur (SGD) en termes de paritat (1 BND = 1 SGD) i ambdues monedes són intercanviables a efectes comercials en cadascun dels dos estats.
Emès pel Banc Central de Malàisia (Bank Negara Malaysia), en circulen monedes de 5, 10, 20 i 50 sen; també hi havia monedes d'1 ringgit, que foren retirades de la circulació el 7 de desembre del 2005. Els valors dels bitllets són els d'1, 5, 10, 50 i 100 ringgits. Des del 1998 hi ha emissions especials d'alguns bitllets (com els de 5 i 50 RM) que són fetes de polímer (un plàstic especial que en dificulta la falsificació), mentre que la resta són de paper.

## Taxes de canvi
- 1 EUR = 4,7437 MYR (12 d'octubre del 2015)
- 1 USD = 4,1711 MYR (12 d'octubre del 2015)